# یوشانیتسا (سوکوبانگا)
یوشانیتسا (به صربی: Jošanica) یک منطقهٔ مسکونی در صربستان است که در سوکوبانگا واقع شده‌است. یوشانیتسا ۸۹۸ نفر جمعیت دارد.